# Universidad Centroeuropea
La Universidad Centroeuropea (conocida como CEU por sus siglas en inglés, Central European University) ubicada en Viena y Budapest, es una institución privada de educación superior acreditada en Austria, Hungría y los Estados Unidos. CEU es universidad de estudios de posgrado e investigación que ofrece programas exclusivamente en inglés de maestría y doctorado en filosofía, ciencias cognitivas, ciencias sociales, humanidades, derecho, políticas públicas, administración de empresas, ciencias ambientales y matemáticas. CEU está considerada como una de las mejores universidades de Europa y ofrece programas posicionados en el top del ranking mundial académico, particularmente, los programas de filosofía, ciencias cognitivas, ciencias políticas y políticas públicas. Finalmente, debido a que recibe donaciones del multimillonario y filántropo George Soros, es una de las universidades más ricas de Europa con un dotación financiera que supera los 800 millones de dólares.
La CEU fue fundada en 1991 en respuesta a las revoluciones democráticas que tuvieron lugar en Europa del Este y la ex Unión Soviética. Su objetivo inicial fue crear una universidad que, siguiendo un modelo occidental, se dedicara a estudiar tanto los procesos de democratización como los desafíos contemporáneos que enfrentaban las sociedades abiertas de Europa Central y del Este. De esta manera CEU ha contribuido a fomentar la cooperación interregional y simultáneamente a educar a un nuevo cuerpo de dirigentes para ayudar a marcar el comienzo de las transiciones democráticas en toda la región.
En su segunda década, CEU ha ampliado su foco de atención partiendo de lo regional a lo global y enfatizando así el estudio de la democratización y los derechos humanos en todo el mundo. CEU ha desarrollado un enfoque académico distinto que combina los estudios regionales con una perspectiva global haciendo hincapié en la investigación comparativa e interdisciplinaria a fin de generar nuevos estudios e iniciativas políticas para promover buenos gobiernos y el respeto al Estado de Derecho.
CEU es una institución internacional única. Cuenta actualmente con más de 1 500 estudiantes procedentes de 100 países y 300 profesores de más de 30 diferentes nacionalidades. La mayoría de los estudiantes de CEU reciben un apoyo económico ya sea total o parcial gracias a un fondo recibido como donación por parte de uno de sus fundadores George Soros.

## Historia
CEU se crea a partir de una serie de conferencias celebradas en Dubrovnik, Yugoslavia (actual Croacia) antes de 1989. La idea original era fundar una universidad de modelo occidental comprometida con la idea de las sociedades abiertas para examinar la transición política, social y económica en la Europa post-comunista.
Hoy en día, CEU es una institución de educación superior reconocida internacionalmente, que actúa como un centro avanzado de investigación y análisis de políticas públicas facilitando el diálogo académico, al mismo tiempo que prepara a sus egresados para convertirse en la próxima generación de líderes y académicos. La Universidad Central Europea ha sido pionera en muchos campos, por ejemplo, fue la primera universidad de la región en donde se establecieron los programas de maestría en estudios de género y de ciencias ambientales. En 2009, el programa de Ciencias Políticas de CEU se situó por delante de Oxford.
CEU promueve un sistema educativo en el cual las ideas y las iniciativas políticas son examinadas y desarrolladas de manera creativa, crítica y comparativamente. Además CEU ha extendido su alcance y programas de ayuda financiera a ciertas áreas del mundo que aún están en vías de desarrollo.
El 14 de octubre de 2007 George Soros dejó el cargo de Presidente del Consejo de CEU. Leon Botstein (Presidente Bard College, Nueva York), que había servido previamente como Vicepresidente de la Junta, fue elegido como nuevo Presidente del Consejo por un período de dos años. George Soros es administrador vitalicio de CEU y funge como presidente honorario de la Consejo. El 1 de agosto de 2009 el rector Yehuda Elkana fue sucedido por el distinguido líder de derechos humanos y jurista John Shattuck.

## Fundamento jurídico
CEU está organizada como una institución estadounidense, dirigido por una Junta de Gobierno aprobada bajo los estatutos del Consejo de Regentes de la Universidad Estatal de Nueva York, en nombre y representación del Departamento de Educación del Estado de Nueva York. En los Estados Unidos, CEU está acreditada por la Comisión de Educación Superior de la Middle States Association de Colegios y Escuelas. En Hungría, CEU está oficialmente reconocida como una universidad privada. La universidad ha sido acreditada por el Comité Húngaro de Acreditación desde el año 2004. 

## Departamentos y Programas
- Economía
- Ciencias y política ambientales
- Estudios de Género
- Historia
- Relaciones Internacionales y Estudios Europeos
- Estudios Legislativos
- Matemáticas aplicadas
- Estudios Medievales
- Estudios sobre Nacionalismo
- Filosofía
- Ciencias Políticas
- Sociología y Antropología Social

## La Biblioteca de CEU
La Biblioteca de CEU es una de las mayores bibliotecas en inglés de Europa Central en ciencias sociales y humanidades. Tiene una amplia colección que contiene más de 400.000 documentos en varios formatos e incluye acceso a una gran gama de bases de datos académicas.
Además, la biblioteca de CEU contiene la colección de los Archivos de la Sociedad Abierta en el CEU (OSA por sus siglas en inglés Open Society Archives) uno de los acervos más importantes de investigación sobre la Guerra Fría. Tiene 7.000 metros lineales de materiales relacionados con las políticas de la era comunista, la vida social, económica y cultural. La colección de OSA incluye un extenso archivo de transcripciones de informes transmitidos por la Radio Europa Libre / Radio Liberty. Además contiene la colección más grande del mundo de literatura y materiales clandestinos durante el comunismo de Europa Central y del Este. El archivo también contiene una colección cada vez mayor de documentos y material audiovisual sobre los derechos humanos y crímenes de guerra.